# 이국정원
"이국정원"은 1958년 공개된 대한민국의 영화이다. 대한민국-홍콩 최초의 합작영화이다.

## 배역
- 김진규
- 우민(중국)
- 윤일봉
- 김삼화
- 최무룡
- 양지경(중국)
- 강남(중국)
- 진예(중국)